# Orden de San Clemente y San Fernando

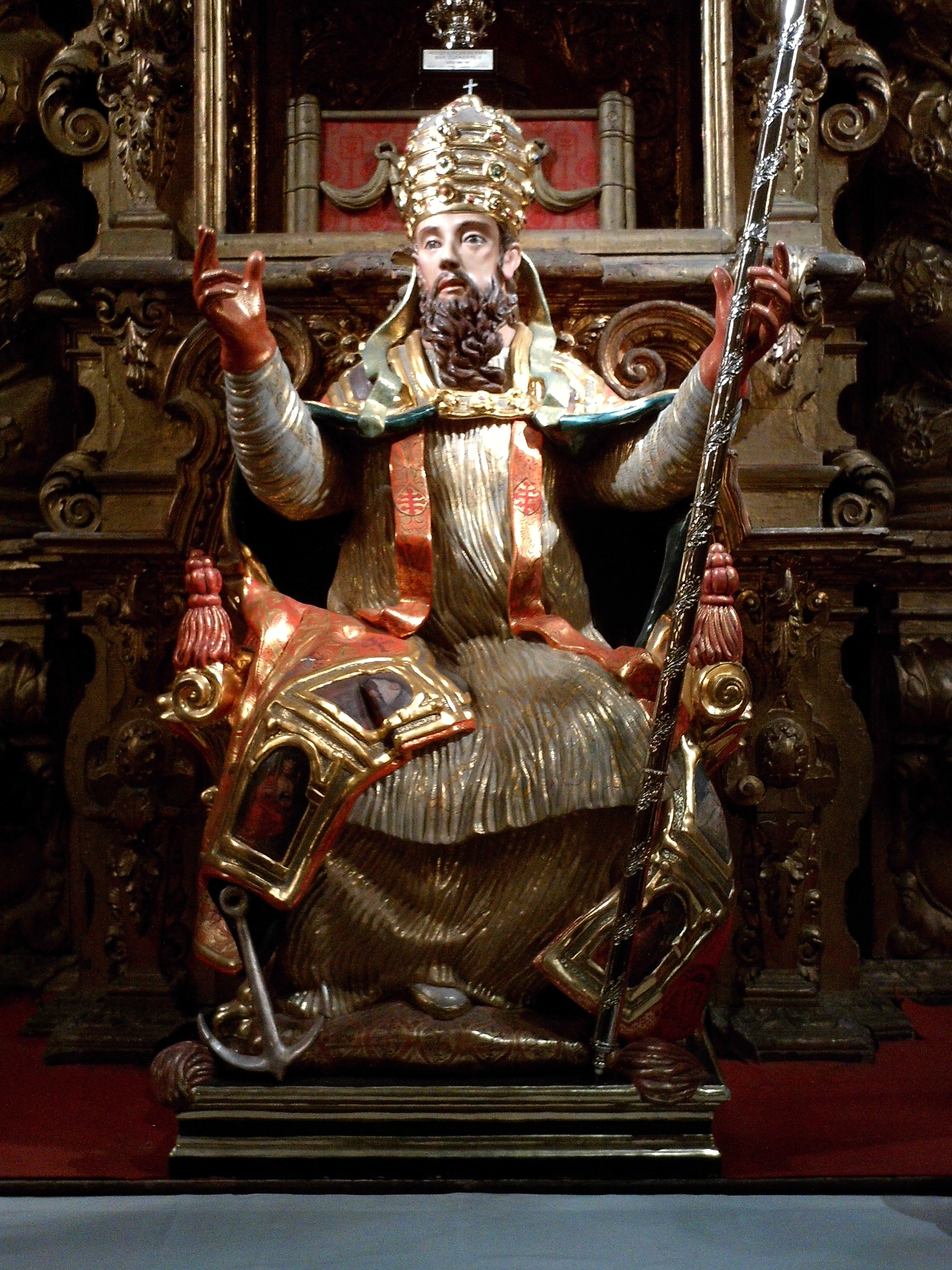
San Clemente Romano, en su capilla de la iglesia del Sagrario.

La Orden de Caballeros de San Clemente y San Fernando es una orden católica creada en Sevilla (Andalucía, España) en el año 2002. Tiene su sede en la iglesia del Sagrario de la catedral de Sevilla.

## Historia
La orden tiene como titulares al papa san Clemente, del siglo I, y a san Fernando III de Castilla, que reconquistó la ciudad en 1248. Las constituciones de la orden fueron aprobadas en 2002 por el arzobispo Carlos Amigo Vallejo, gran maestre protector, siendo papa Juan Pablo II.
En 2007 realizó una peregrinación a la basílica de San Pedro de Roma presidida por el cardenal Amigo. Fueron recibidos por el papa Benedicto XVI.
En 2008 realizó una peregrinación a Tierra Santa presidida por el cardenal Amigo. El 11 de noviembre de 2008 fueron recibidos en audiencia por el patriarca latino de Jerusalén, comendador de la orden, y el día 12 por el custodio de Tierra Santa. En 2010 peregrinaron a la catedral de Santiago de Compostela. La estancia en la ciudad estuvo presidida por el obispo Luis Quinteiro Fiuza, prior protector de la orden.
Cada 23 de noviembre participa en la procesión de tercias con el cabildo de la catedral y el de la ciudad. En esta procesión portan reliquias de san Clemente y la espada y el estandarte de Fernando III el Santo.
Tiene su sede canónica en la iglesia del Sagrario de la catedral. Su casa capitular está en el convento de Santa Paula, de monjas de la Orden de San Jerónimo. También está vinculada con la Orden del Císter, ya que san Fernando fue nombrado caballero en el monasterio cisterciense de las Huelgas, en Burgos.